# Danielle Woodward
Danielle Woodward, född den 20 mars 1965 i Melbourne, Australien, är en australisk kanotist.
Hon tog OS-silver i K-1 i slalom i samband med de olympiska kanottävlingarna 1992 i Barcelona.